# Осы

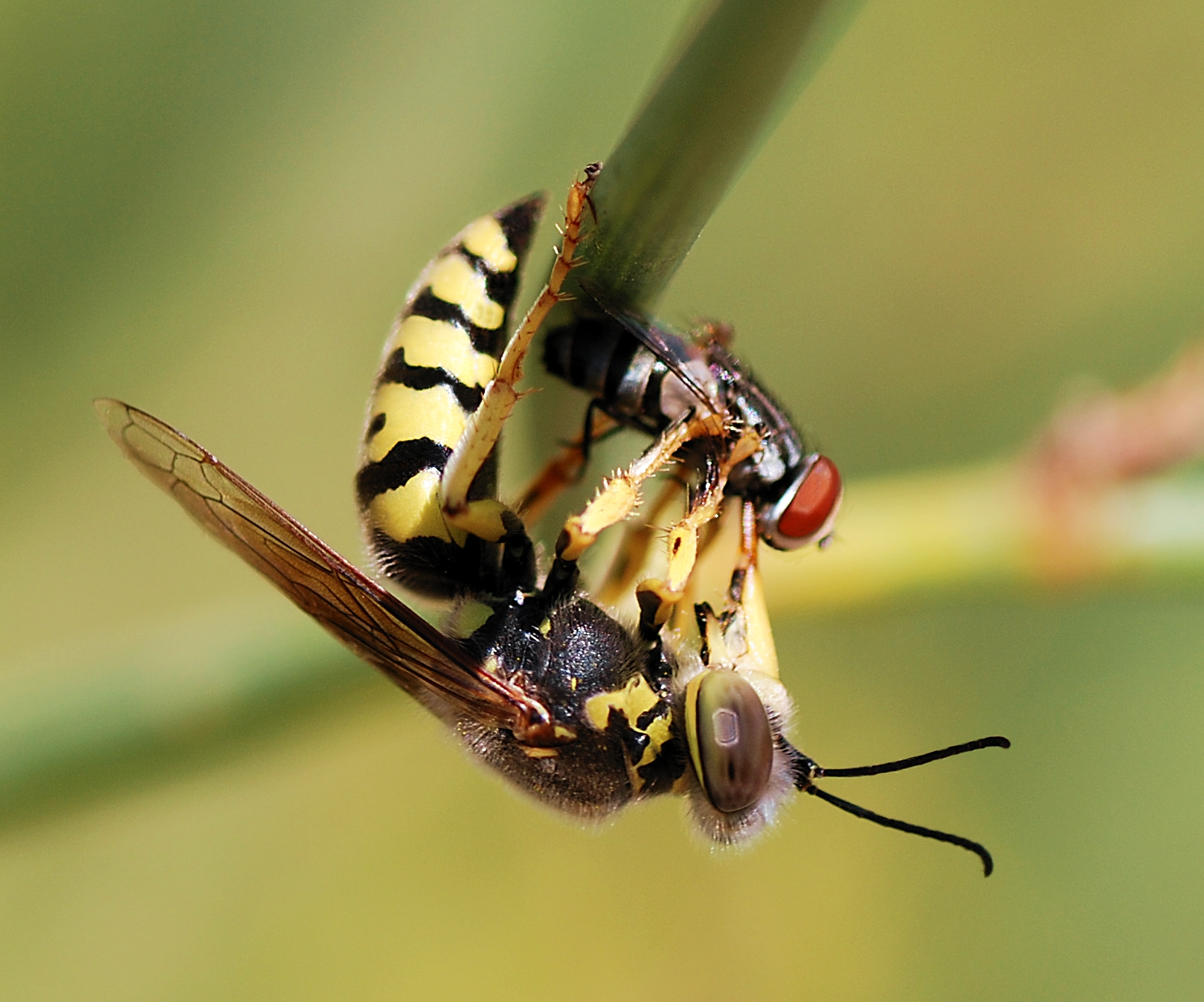
Оса бембекс с добычей

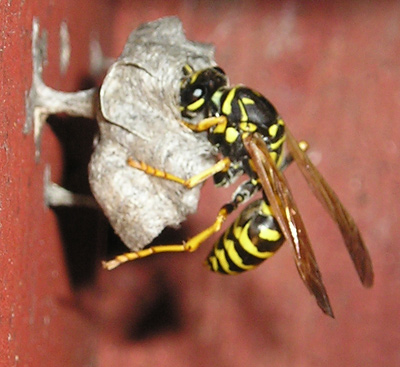
Оса полист строит гнездо

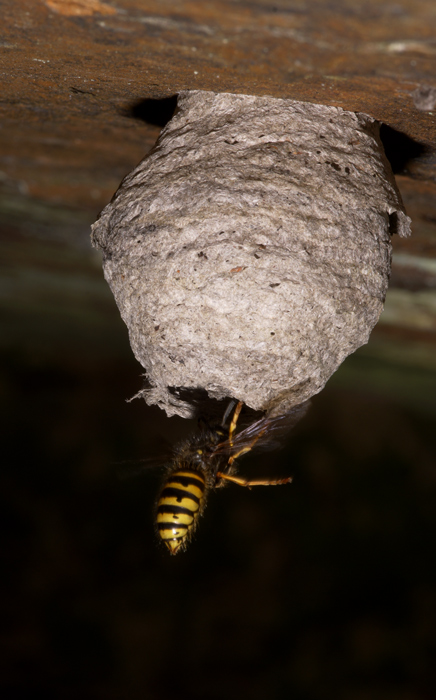
Гнездо обыкновенной осы Vespula vulgaris

О́сы (лат. vespae) — не имеющее строго научного определения название некоторых насекомых из инфраотряда жалящих (Aculeata) отряда перепончатокрылых. В общем смысле осы — это весь инфраотряд за исключением пчёл и муравьёв.
К осам относятся:
- осы-блестянки (Chrysididae)
- дорожные осы (Pompilidae, или Psammocharidae)
- осы-немки (Mutillidae)
- песочные осы (Crabronidae; бембексы)
- сколии (Scoliidae)
- тифииды (Tiphiidae)
- настоящие осы (Vespidae; шершни, полисты, цветочные осы)
- роющие осы (Sphecidae; аммофилы, сфексы)

Для этих перепончатокрылых (как и для пчёл) наблюдаются все стадии перехода от одиночного образа жизни к общественному (в отличие от семейства Муравьи, которое является единственным полностью социальным).
В гнёздах общественных ос порой паразитирует целый ряд насекомых: наездники, осы-немки, осы-блестянки, мухи-журчалки. Все они паразитируют на личинках и куколках.
Безобидные нежалящие мухи-журчалки имеют внешнее сходство с осами, за что иногда могут страдать от человека.

## Экологическая классификация
В настоящее время насчитывается множество различных видов ос, но все они, так или иначе, принадлежат к одной из двух основных категорий: одиночным и общественным осам. Так, представители одиночных ос обычно ведут уединённый образ жизни и зачастую не строят гнёзд. Кроме того, все взрослые особи одиночных ос способны размножаться. В отличие от одиночных, общественные осы живут семьями, насчитывающими до нескольких тысяч особей; они строят довольно крепкие гнёзда, но размножаться способны лишь матка и особи мужского пола, в то время как остальная часть семьи состоит из бесплодных женских рабочих ос.

### Общественные осы
Гнёзда общественных ос — например, шершней — изначально строятся маткой и в своих размерах не превышают грецкого ореха до тех пор, пока бесплодные женские рабочие особи не принимаются за строительство. Процесс строительства гнезда начинается с того, что матка делает единственный слой или навес, продвигаясь изнутри наружу до того момента, пока не достигнет краёв полости. Ниже навеса она строит ножку, к которой она может прикрепить несколько ячеек: именно в них и будут заложены первые яйца. Затем матка продолжает свою работу, продвигаясь наружу по направлению к краям впадины, добавляя ещё один уровень. Этот процесс повторяется, каждый раз прибавляя новый ярус, пока из первых яиц на свет не появляется и достигает зрелости достаточное количество женских рабочих особей, которые продолжают строительство гнезда, позволяя матке сосредоточиться лишь на дальнейшем воспроизводстве. По этой причине размер гнезда служит неплохим показателем того, сколько рабочих ос насчитывается в колонии. Довольно часто размеры колонии насчитывают несколько тысяч женских рабочих особей с одной лишь маткой. Общественные осы обладают свойством эусоциальности.

### Одиночные осы
Способы постройки гнёзд у одиночных ос более разнообразны, чем у общественных. К примеру, роющие осы (или осы-землерои) и цветочные осы строят ячейки в защищённых местах, как правило, со стороны стены. Гончарные осы (или пилюльные осы) аналогичным образом строят гнёзда подобные вазе из грязи зачастую с несколькими ячейками, прикрепляемыми к веткам деревьев или к стене. Большинство других хищных ос зарываются в почву или стебли растений, и лишь немногие особи вообще не строят гнёзда, предпочитая естественные впадины, например, маленькие отверстия в древесине или поры трёхслойного картона. Одиночные осы, в противоположность общественным, закладывают яйца в каждую отдельную ячейку, после чего она запечатывается так, что между личинками и взрослыми вообще не происходит никакого взаимодействия. При этом у некоторых видов яйца с личинками мужского пола выборочно помещаются в меньший лоток, что позволяет сделать вывод о том, что мужские особи, как правило, меньше женских.

## Галерея

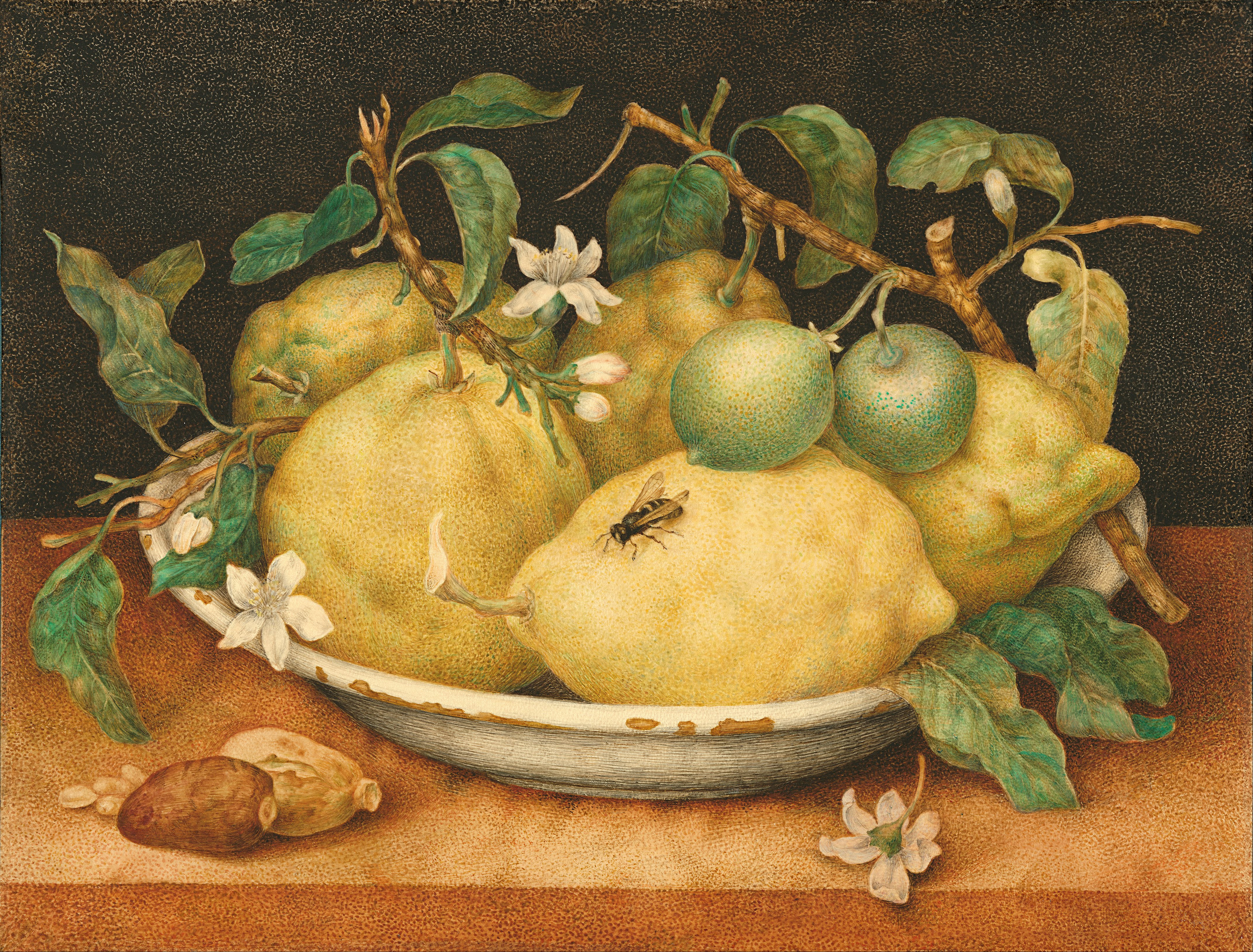
Оса на картине «Натюрморт с чашей цитронов» итальянской художницы Джованны Гарцони (1600—1670)
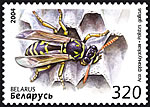
Оса на марке Белоруссии
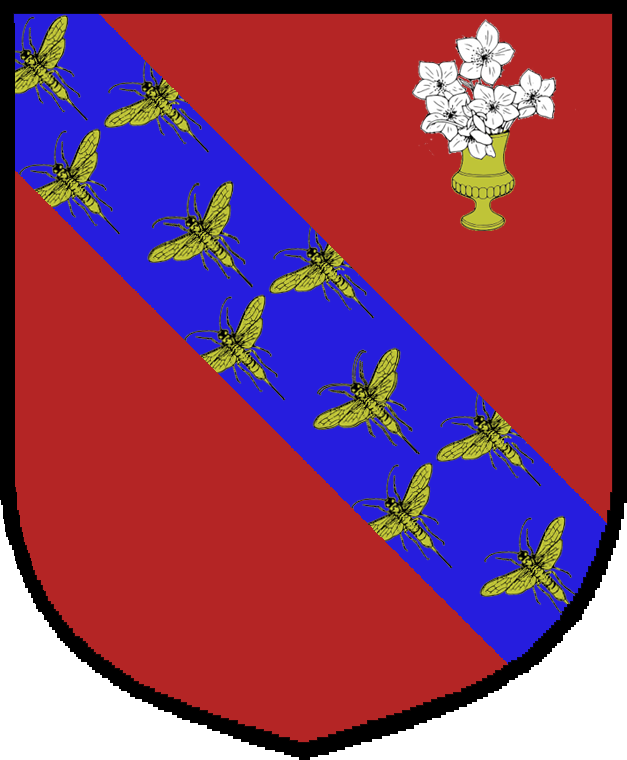
Осы на гербе Веспуччи
Герб города Веспен (Бёрде) (ФРГ)